# Пленение принца Дипонегоро генерал-лейтенантом бароном де Коком (картина Пинемана)
«Пленение принца Дипонегоро генерал-лейтенантом бароном де Коком» (нидерл. De onderwerping van Diepo Negoro aan luitenant-generaal baron De Kock) — картина, написанная голландским художником Николасом Пинеманом в 1830—1835 годах. Находится в коллекции Рейксмюсеума в Амстердаме, Нидерланды. На картине изображено пленение лидера яванского восстания Дипонегоро колониальными силами под командованием лейтенант-генерал-губернатора Голландской Ост-Индии генерал-лейтенанта Хендрика Меркуса де Кока.

## Историческая справка

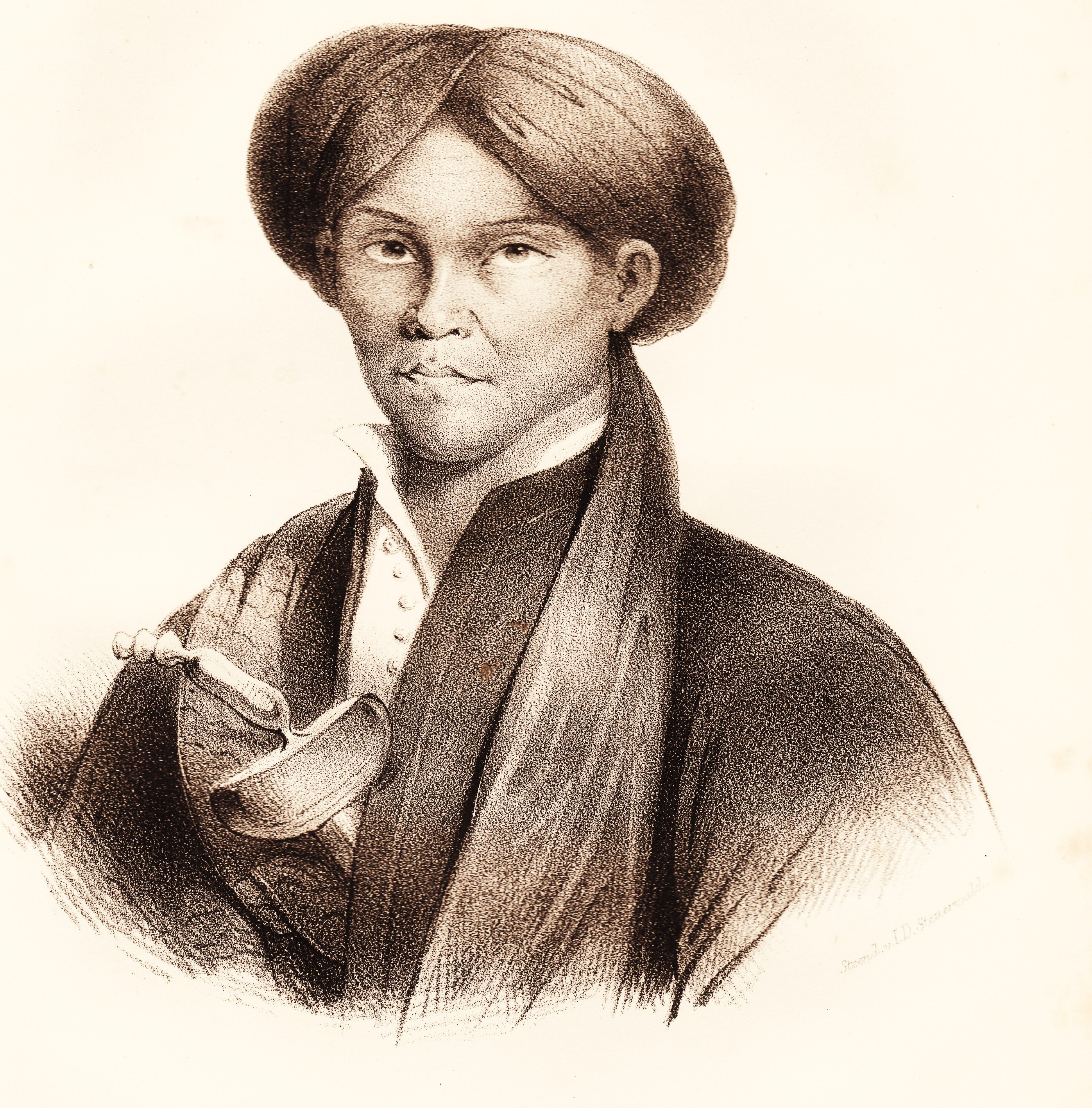
Дипонегоро. Литография по рисунку де Стюэрса

Дипонегоро (1785—1855), потомок султанов Джокьякарты и старший сын Хаменгкубувоно III, был обойдён при наследовании престола, но не отказался от своих притязаний на лидерство в среде яванской элиты. Объявив неверным «священную войну» и провозгласив себя новым мессией — «справедливым царём» (индон. Ratu Adil), он поднял восстание против правящего султана и голландского колониального правительства. В последовавшей пятилетней войне на большей части современной Центральной Явы было убито более 200 тысяч яванцев и 15 тысяч голландских солдат. После ряда крупных побед, пленения большей части лидеров восстания и достижения перелома в войне в пользу голландцев, 28 марта 1830 года Дипонегоро был приглашён лейтенант-генерал-губернатором Голландской Ост-Индии генерал-лейтенантом Хендриком Меркусом де Коком в дом резидента Кеду в Магеланге для заключения мира и прекращения боевых действий, где был арестован из-за тупика в переговорах после отказа признать за ним статус религиозного лидера мусульман всей Явы. Затем он был посажен в экипаж до Батавии, откуда выслан в Манадо на острове Сулавеси, затем переведён в Макасар, где и умер в изгнании два десятилетия спустя. После себя Дипонегоро оставил самолично написанную историю яванского восстания, а также собственную автобиографию. В рамках идеологического конструкта независимой Индонезии считается, что индонезийская нация зародилась в боях яванского восстания, а память о борьбе, свершениях и страданиях Дипонегоро проложила дорогу к окончательному избавлению индонезийцев от оков колониализма в 1945 году. В 1973 году он был посмертно провозглашён «Национальным героем Индонезии». Почти в каждом городе Индонезии есть улицы и площади в честь Дипонегоро, его именем названы университет в Семаранге и военный округ, а в Джакарте установлен памятник. В доме в Магеланге, где был арестован Дипонегоро, организован музей.

## Композиция
Картина размерами 77 × 100 см написана маслом на холсте. Яркий, солнечный день. Принц Дипонегоро стоит перед генерал-лейтенантом Хендриком Меркусом де Коком на ступенях колониального особняка с колоннами, увенчанного королевским гербом. Принц находится на шаг ниже генерал-лейтенанта, который доминирует над всей композицией. Де Кок изображён как великодушный и отважный победитель, на его лице нет примет гнева или злобы по отношению к яванцам. Генерал-лейтенант указывает принцу на конный экипаж, который отвезёт его в изгнание. Вдали виднеются рисовые поля, горы и омывающее Яву море. Дипонегоро растерянно разводит руками, как будто не в состоянии понять происходящее с ним, он выглядит смиренно покорившимся воле колониальных властей и прощается с побеждёнными последователями, со своими жёнами и детьми. Дипонегоро изображён в одежде зелёного цвета и таком же тюрбане — это намекает на то, что он является лидером мусульман Явы. Слева от принца и генерал-лейтенанта стоят шеренги голландских солдат и офицеров с поднятыми пиками, которые только что разоружили яванцев. Рядом находятся последователи Дипонегоро, которые не проявляют никаких признаков сопротивления, некоторые из них смиренно пали перед принцем на колени, их оружие сложено на земле. Над особняком высоко в небе гордо развевается голландский триколор.

## История, восприятие, судьба
Картина была написана в 1830—1835 годах, по заказу семьи де Кока или, может быть, его самого, голландским художником и портретистом Николасом Пинеманом — сыном Яна Виллема Пинемана, известного живописца и директора Королевской академии изящных искусств в Амстердаме. Полотно под названием «Пленение принца Дипонегоро генерал-лейтенантом бароном де Коком» (нидерл. De onderwerping van Diepo Negoro aan luitenant-generaal baron De Kock), известно также как «Пленение Дипонегоро генерал-лейтенантом Хендриком Меркусом бароном де Коком, 28 марта 1830 года, которым начатая война на Яве (1825—30) была прекращена» (нидерл. De onderwerping van Diepo Negoro aan luitenant-generaal Hendrik Merkus Baron de Kock. 28 maart 1830, waarmee de Java-oorlog (1825—30) werd beeindigd). Пинеман никогда не был на Яве и в своей работе ориентировался на эскизы и портреты адъютанта и зятя де Кока — майора Франсуа де Стюэрса, который также первым зарисовал Дипонегоро после его пленения (рисунок известен по литографиям, так как хранился в библиотеке герцогини Анны Амалии в Веймаре и сгорел вместе с ней в 2004 году).

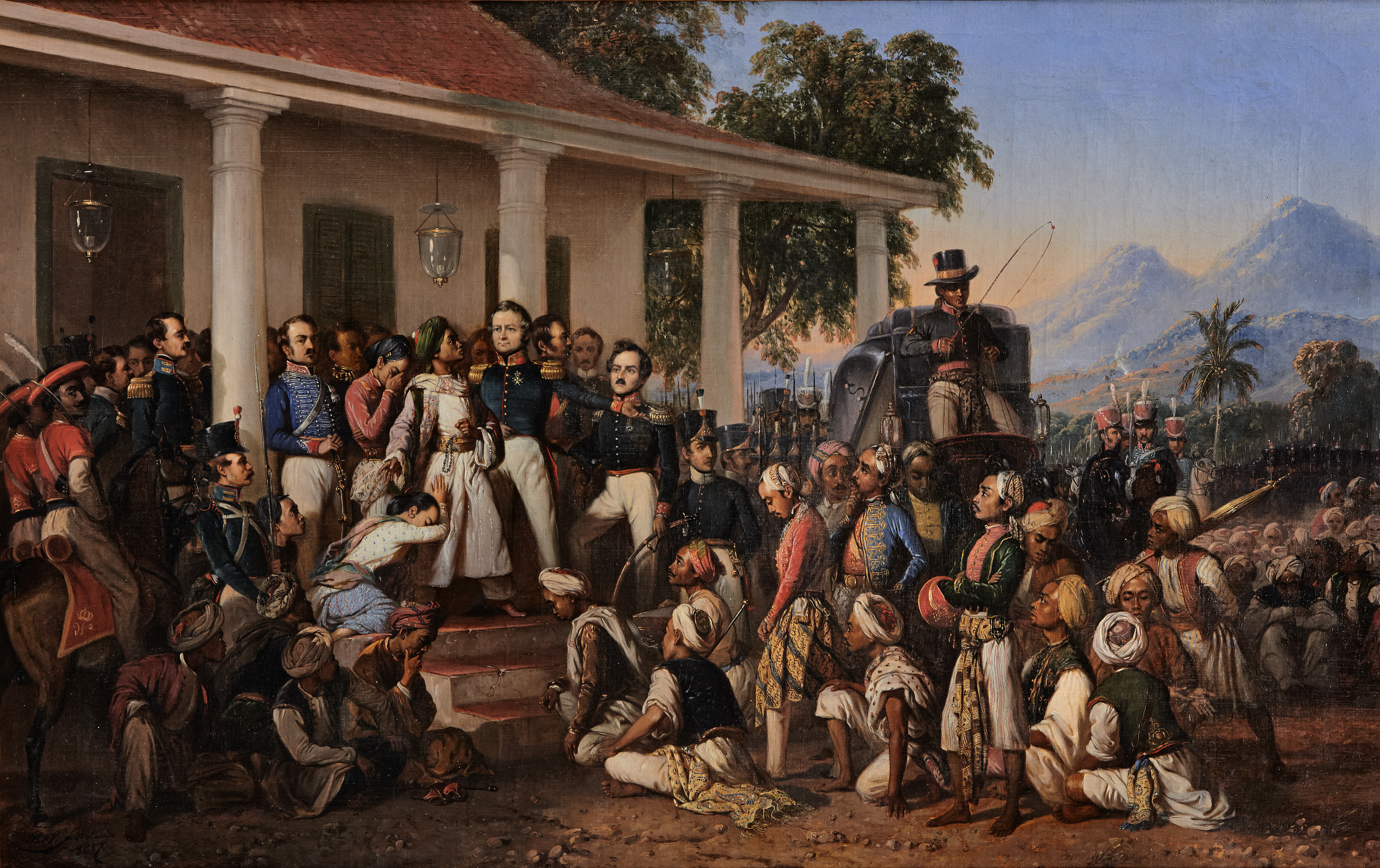
«Арест принца Дипонегоро», Салех

Спустя порядка двадцати пяти лет после Пинемана, в 1857 году яванский художник Раден Салех, получивший художественное образование в Европе и затем вернувшийся на родину, написал картину «Арест принца Дипонегоро» (112 × 179 см, холст, масло, музей президентского дворца Джокьякарты, дворец Гедунг Агунг, Джокьякарта). Салех, разумеется, был знаком с картиной Пинемана, одного из самых известных голландских художников своего времени, и, возможно, даже успел снять с неё копию. Желая бросить вызов голландской «визуальной версии» такого важного исторического события, как арест Дипонегоро, Салех изложил его в собственном, яванском, варианте, а не в русле колониального мышления Пинемана. Примерно в то время, когда Пинеман создавал свою картину, де Кок также заказал у Пинемана свой портрет (106 × 90 см, после 1826 г., Рейксмюсеум). Салех, возможно, был учеником Пинемана и оказался привлечён к написанию портрета, например, мог быть занятым в работах по заполнению фона.
Искусствоведы называют работы Пинемана и Салеха двумя самыми известными картинами на тему истории Индонезии. При этом Пинеман написал свою картину сразу после окончания яванской войны, но раньше Салеха. По оценкам критиков, изобразив полного смирения, покорного и побеждённого человека с опущенными руками вместо разгневанного и неповинующегося лидера восстания (как у Салеха), да и к тому же стоящего ниже голландца-победителя, Пинеман таким образом символически показал, что Дипонегоро уже потерял свою власть. Разница также наблюдается и в названиях картин — «Пленение» у Пинемана против «Ареста» у Салеха, в чём можно разглядеть то, что Дипонегоро не покорился голландцам. В целом, довольно официозная картина Пинемана создаёт впечатление того, что, хоть де Кок и проявил жестокость в отношении Дипонегоро, принятые меры по его аресту и ссылке наилучшим образом отвечают интересам яванцев — точно так же, как любящий отец изгоняет своего заблудшего сына для того, чтобы преподать ему ценный урок. Запечатлев торжество победителей и своё собственное любование этим торжеством, Пинеман написал свою работу в жанре ориентализма, то есть изобразив яванцев в соответствии с голландским восприятием их как недоразвитых «туземцев», с точки зрения колонизатора.
В 1907 году картина Пинемана была пожертвована потомками де Кока в дар Рейксмюсеуму в Амстердаме, где и находится по сей день.